# فرجينيا كايل كامبل
فرجينيا كايل كامبل (بالإنجليزية: Virginia Kyle Campbell)‏ هي نجمة اجتماعية أمريكية، ولدت في 1822 في رالي في الولايات المتحدة، وتوفيت في 30 يناير 1882 في سانت لويس في الولايات المتحدة.